# Tullytown
Tullytown  è una borough degli Stati Uniti d'America, nella contea di Bucks nello Stato della Pennsylvania. Secondo il censimento del 2010 la popolazione è di 1.872 abitanti.

## Società

### Evoluzione demografica
La composizione etnica vede una maggioranza di quella bianca (97,74%), seguita dagli afroamericani (1,48%) dati del 2000.
| borough di Tullytown Popolazione |       |
| 2000                             | 2.031 |
| 2010                             | 1.872 |